# 759 Vinifera
759 Vinifera eller 1913 SJ är en asteroid i huvudbältet, som upptäcktes 26 augusti 1913 av den tyske astronomen Franz H. Kaiser i Heidelberg. Den är uppkallad efter växten Vinranka.
Asteroiden har en diameter på ungefär 52 kilometer.